# هو بنهم (باركشير)
ه بنهم (باركشير) (بالإنجليزية: Hoe Benham)‏ هي قرية تقع في المملكة المتحدة في جنوب شرق إنجلترا.